# Kanton Henrichemont
Kanton Henrichemont (francouzsky Canton d'Henrichemont) je francouzský kanton v departementu Cher v regionu Centre-Val de Loire. Tvoří ho sedm obcí.

## Obce kantonu
- Achères
- La Chapelotte
- Henrichemont
- Humbligny
- Montigny
- Neuilly-en-Sancerre
- Neuvy-Deux-Clochers